# Calliste à ventre jaune
Ixothraupis xanthogastra
Espèce
Statut de conservation UICN

 LC  : Préoccupation mineure
Le Calliste à ventre jaune (Ixothraupis xanthogastra), aussi appelé Tangara à ventre jaune[réf. nécessaire], est une espèce d'oiseaux de la famille des Thraupidae.

## Répartition
Cet oiseau se reproduit en Bolivie, Brésil, Colombie, Équateur, Guyana, Pérou et Venezuela.

## Habitat
C'est un habitant des forêts des plaines et des montagnes humides tropicales et subtropicales du continent américain.

## Sous-espèces
D'après la classification de référence (version 5.2, 2015) du Congrès ornithologique international, cette espèce est constituée des deux sous-espèces suivantes :
- Tangara xanthogastra xanthogastra ;
- Tangara xanthogastra phelpsi.